# 카이사르의 내전
카이사르의 내전은 로마 공화국 말기 카이사르의 민중파와 폼페이우스를 비롯한 원로원파 사이에 벌어진 내전을 말한다. 이 내전에서 카이사르는 원로원 공화정파를 제압하고 권력을 잡았고 로마 공화정은 그 종말로 한걸음 다가가게 되었다.

## 내전 전의 상황
기원전 53년을 고비로 제1차 삼두정치가 깨지자 폼페이우스는 점점 원로원파에 기울었다. 카이사르는 갈리아에서 폼페이우스와의 관계를 회복하고자 노력했으나 로마에 머물던 폼페이우스는 거부했다. 원로원은 폼페이우스를 앞세워 갈리아 전쟁으로 민중의 영웅으로 떠오른 카이사르를 압박해왔고 카이사르는 여러차례 타협점을 찾으려고 하였으나 실패하였다. 원로원은 갈리아에서 집정관직 참가 자격을 부여할 것을 요청한 카이사르의 요구를 묵살하였고 기원전 50년 카이사르에게 군단을 해산하고 로마로 돌아올 것을 명령했다.
양측의 긴장은 점점 고조되었다. 로마에서 카이사르를 위해 일하던 호민관 마르쿠스 안토니우스는 로마를 탈출해 카이사르와 합류했다. 기원전 49년 1월 1일 원로원은 "원로원 최종권고"를 발동하고 카이사르와 그의 군단을 "공화정의 적"으로 규정하였다.

## 내전의 양상

### 루비콘강
기원전 49년 1월 12일 카이사르는 휘하의 제13군단 10개 대대 4500명의 군사를 거느리고 루비콘강을 건넜다. 제일 먼저 라벤나와 아리미눔에 입성하고 마르쿠스 안토니우스에게는 5개 대대를 떼어줘 아펜니노 산맥을 넘어 아레초를 공격하고 쿠리오에게는 3개 대대를 주어 아드리아 해를 따라 페사로, 파노, 안코나를 공격하게 했다.
1월 12일 쿠리오는 페사로, 1월 13일 파노, 1월 14일에는 안코나까지 함락시키고 1월 15일 안토니우스도 아레티움에 입성했다. 이에 원로원에서는 현직 법무관 로시우스와 카이사르의 동생 루키우스 카이사르가 원로원 최종 권고를 전했고 원로원은 카이사르의 후임자로 에노발부스를 임명해 2개 군단이 주둔한 카푸아로 떠났다.
그리고 1월 17일 폼페이우스는 수도 로마를 버린 채 200명에 달하는 상당 수의 원로원 의원들과 각종 개인 재산과 장인 메텔루스 스키피오, 카토 등과 함께 노예, 하인들을 데리고 남하했으나 국고에 들어 있는 재산은 채 옮기지 못하고 도주했다. 이 때문에 국고 재산은 고스란히 남았고 1월 20일 쿠리오는 구비오에 입성해 플라마니아 가도의 요충지를 얻게 되었다.
한편 폼페이우스 진영에서는 아프리카 속주 총독을 지낸 테렌티우스 바로와 폼페이우스 휘하에서 백인대장을 지내고 오리엔트 원정에도 참전한 루키우스 푸피우스가 오시모에서 군사를 이끌었으나 주민들의 호응에 실패하고 카이사르는 오시모 근처 칭글리에서 보급을 해 2월 3일 오시모에 입성했다.
2월 5일 카이사르는 페르모에 입성하고 제12군단도 합류했으며 아스콜리피체노로 행군했다. 이에 기원전 57년의 집정관인 푸블리우스 코르넬리우스 렌툴루스가 10개 대대를 이끌고 지키고 있었으나 카이사르가 오자 허둥지둥 도망쳐버려 2월 15일 아스콜리피체노도 쉽게 함락되었다.
그러자 폼페이우스가 급파한 비블리우스 루푸스가 13개 대대가 되는 병력을 모아 코르피니오에 주둔했고 곧이어 에노발부스가 20개 대대를 이끌고 행군해 3.3개 군단에 달하는 33개 대대가 모일 예정이었다. 이에 루푸스는 폼페이우스가 있는 루체라에 지원을 요청했으나 폼페이우스는 오히려 더 남쪽인 카노사로 남하하는 문제를 고려하고 있었다.
그러는 사이 카이사르는 코르피니오 근처의 술모나 주민들의 호응도 얻고 남프랑스 속주에서 갈리아인으로 구성된 22개 대대도 합류해 결국 에노발부스는 붙잡혔다가 카이사르의 배려로 석방되고 2월 21일 카이사르는 코르피니오에도 입성했다.
결국 폼페이우스는 일행을 이끌고 2월 25일 항구 도시인 브린디시움에 도착했고 6개 군단 60개 대대로 불어난 카이사르 군단이 오는 가운데 잦은 탈영으로 50개 대대로 줄어든 폼페이우스는 3월 17일 카이사르의 저지선을 뚫고 그리스로 본국을 포기하고 철수했다.

### 히스파니아 원정
본국 이탈리아가 평정되자 카이사르는 이탈리아를 안토니우스에게 맡기고 서둘러 폼페이우스의 근거지인 히스파니아로 떠났다. 당시 폼페이우스의 세력은 히스파니아, 북아프리카, 동방에 걸쳐 있었기에 그는 일단 히스파니아를 평정하여 배후를 다질 생각이었다.
당시 히스파니아에서는 폼페이우스의 세 장수가 이끄는 7개 군단 9만 명이 주둔하고 있었고 카이사르는 3월 25일 베네벤토, 3월 26일 카푸아 등에 입성해 남은 남부 이탈리아를 평정하고 4월 1일 수도 로마에 입성한다. 그곳에서 국방 책임자로 호민관 안토니우스를 임명하고 안토니우스의 동생 가이우스 안토니우스와 명문 귀족 출신 그나이우스 코르넬리우스 돌라벨라에게 전함 40척으로 구성된 선단과 20개 대대 1만 2000명의 갈리아군을 맡겼다.
이때 카이사르는 국고를 이용해 금괴 1만 5000개와 은괴 3만 개, 전체 무게가 30톤이나 되는 3000만 세르테르티우스 은화를 확보해 4월 7일 로마를 출발했다. 카이사르는 3개 군단을 이끌고 엄청난 속도로 행군하였는데 4월 19일 마실리아(현재의 마르세유)에서 저항을 받았다.
이에 선박 12척을 건조하고 5월 4일부터 본격적인 공방전을 벌였고 폼페이우스도 에노발부스에게 12척의 선박을 주어 지원군으로 보냈다. 한 달 후 카이사르는 히스파니아로 데려갈 예정이던 트레보니우스의 3개 군단을 마실리아에 남겨두고 해상 공격은 데키우스 브루투스에게 맡겼다.
카이사르는 6개 군단 2만 7000명과 보병과 기병 3000기를 이끌고 나르본을 지나 피레네산맥을 넘어 6월 22일 바르셀로나에서 서쪽으로 130km 떨어진 레리다에 도착했다. 한편 히스파니아에서는 폼페이우스를 대신해 아프라니우스와 페트레이우스가 지휘하는 5개 군단 3만 명의 병력과 현지 병력 4만 8000명을 포함한 총 7만 8000명의 보병이 기다리고 있었다.
레리다에서는 양군이 대치하던 중 세그레 강에 카이사르군이 참호를 건설했으나 급작스런 홍수로 떠나려갔고 이에 키케로를 비롯한 많은 의원들도 폼페이우스에게 가기 시작했다. 이에 작은 배를 이은 작은 다리를 완성해 모든 군단을 건너게 했고 6월 28일에 벌어진 마실리아 해전에서도 브루투스가 에노발부스가 이끄는 폼페이우스 함대를 격파했다.
세그레 강을 건넌 카이사르는 슈리스 강의 물길을 바꾸는 운하 공사를 시작했고 폼페이우스 진영에서는 식량이 떨어져 탈영이 이어졌다. 그러는 사이 계속해서 남하하던 폼페이우스군은 사기가 떨어지고 식량이 부족해져 탈영이 더욱 심해졌으며 그리하여 8월 2일 아프라니우스와 페트레이우스는 항복을 결정했다.
이로써 히스파니아에 주둔하던 5개 군단이 해체되고 아프라니우스와 페트레이우스는 폼페이우스가 있는 그리스로 달아났으며 9월 17일 카이사르는 남쪽 끝 카디스에 도착하고 곧이어 9월 25일 타라고나에 입성해 히스파니아 남부에서 2개 군단을 이끌고 테렌티우스 바로 역시 싸워보지도 않고 투항한 뒤 폼페이우스에게로 가면서 히스파니아의 모든 폼페이우스 군단을 해체되고 카이사르의 손아귀에 들어갔다.

### 아프리카 원정
한편 마실리아에서는 7월 31일에 벌어진 두 번째 해전에서도 브루투스가 승리하고 10월 25일 마실리아도 마침내 함락됨에 따라 서부 전선의 전후 처리까지 모두 완결되었다.
이때 시칠리아와 북아프리카 전선에서는 폼페이우스군의 투항병 4개 군단 2만 4000명과 기병 1000기를 쿠리오에게 맡겼는데 쿠리오는 시칠리아를 평정하는 데 성공하고 폼페이우스파 총독이 다스리는 아프리카 속주(현재의 튀니지)에 2개 군단과 기병 500기를 이끌고 8월 11일 상륙했다.
그리고 쿠리오는 대담하게 우티카에 진을 치고 아프리카 총독이 이끄는 2개 군단을 격파했다. 하지만 그 사이 누미디아의 왕 유바가 이끄는 군대가 오면서 병사들의 동요가 시작되었다. 하지만 뒤이어 시칠리아의 2개 군단이 도착하면서 4개 군단 기병 800기가 된 쿠리오는 5개 대대를 코르넬리우스 진지 수비로 맡겨두고 바그라다스 강을 향해 진군했다.
하지만 유바는 코끼리 60마리와 기병 2000기, 보병 1만 명을 이끌고 진격해 8월 20일에 벌어진 전투에서 기병 2000명을 쿠리오군 양쪽을 향해 공격해 포위한 뒤 모두 몰살시켰으며 쿠리오도 전사했다. 이로써 3.5개 군단 2만 명에 달하는 군대가 전멸하고 뒤이어 코르넬리우스 진지의 5개 대대 3000명의 병사들도 혼란 속에서 철수하고 남은 군사들은 누미디아군에게 살해당하거나 항복했다.
그리고 유바는 개선 장군으로 우티카에 입성함에 따라 아프리카에 망명해 있던 기원전 51년의 집정관을 지낸 술키피우스 루푸스를 포함한 폼페이우스파 의원들도 함께 갔다. 이로써 10일만에 쿠리오의 아프리카 원정은 처참하게 패배했다.

### 그리스 원정
한편 선단 40척과 20개 대대 1만 2000명을 이끌고 아드리아해를 지키던 안토니우스와 돌라벨라, 살루스티우스는 폼페이우스의 역전 장수 리보의 공격을 받고 돌라벨라의 선단은 달마티아 해안에 상륙하려다가 대패해 40척의 선단 모두 격파당해 돌라벨라는 겨우 도망쳤고 뒤이어 안토니우스와 살루스티우스도 몇 개 대대만 이끌고 도주했다. 이로 인해 40척의 선단 모두와 9개 대대 9000명의 군사를 잃었다.
그러자 히스파니아에서 돌아온 카이사르는 단 10일 정도를 로마에 머물면서 독재관에 취임하고 여러 가지 조치를 취한 다음 바로 사임하고 기원전 48년의 집정관으로 선출되었다.
당시 폼페이우스는 이탈리아에서 데려온 군단과 동방 각지에서 온 용병, 기병 등을 포함해 11개 군단이 넘는 병력을 보유하고 있었고 동방에서의 거둬들이는 세금도 카이사르의 서방 진영을 가뿐히 뛰어넘었다.
이런 상황에서 카이사르는 기원전 49년 12월 22일 브린디시에 도착한 뒤 기원전 48년 1월 4일 제1진 1만 5000명의 보병과 기병 500기를 이끌고 그리스로 떠났다. 1월 5일 그리스 해안에 상륙한 카이사르는 즉시 그 근처의 오리쿰 공략에 착수하고 제2진 보병 1만 명과 기병 800기를 이끌고 올 선단 12척을 본국으로 돌려보냈다.
하지만 이들 선단은 케르키라섬에 주둔하던 마르쿠스 칼푸르니우스 비불루스가 이끄는 110척의 선단의 공격으로 모두 침몰했다. 오리쿰을 함락시킨 카이사르는 북쪽으로 50km 떨어진 항구 도시 아폴로니아도 1월 7일 함락시켰으나 폼페이우스가 테살리아 지방에서 대군을 이끌고 디라키움(현재의 알바니아의 두레스)에 오고있다는 것을 알았다.
하지만 카이사르는 적극전법을 사용해 압수스 강 남쪽에 진을 치고 폼페이우스 진영을 포위했으며 3월 26일 안토니우스가 이끄는 제2진 군단도 브린디시에서 출발해 온갖 고생 끝에 아폴로니아 북쪽 130km인 닌페움에 상륙해 4월 3일 카이사르와 합류하는 데 성공한다.
그러자 수석 부사령관 도미티우스에게 2개 군단과 기병 500기를 주어 마케도니아로 보내고, 가이우스 카시우스 롱기누스에게는 1개 군단과 기병 200기를 주어 테살리아로, 사비누스에게는 5개 대대와 소수 기병을 주어 아이톨리아로 보냈다.
4월 15일부터 포위망 공사가 시작되었고 폼페이우스 진영에서도 방어선을 먼저 완성했으나 한 갈리아인 형제의 내통으로 6월 25일 3개월에 걸친 디라키움 공방전에서 카이사르는 폼페이우스에게 패했고 테살리아로 퇴각했다.
당시 폼페이우스의 진영에 있던 티투스 라비에누스는 카이사르의 포로들을 모두 살해했다. 하지만 폼페이우스는 디라키움에서의 거둔 승리에도 카이사르를 적극적으로 공격하지 않았다.
카이사르는 계속해서 그리스 내륙으로 철수해 곤피스와 메트로폴리스를 함락시키고 7월 29일 파르살루스 평원에 도착했으며 폼페이우스도 추격을 시작해 디라키움에 수비 병력 2만 명을 남겨두고 장인 메텔루스 스키피오가 이끄는 2개 군단과도 합류했다.
폼페이우스는 보병은 2배, 기병은 7배로 카이사르보다 압도적으로 많은 병력을 보유하고 있었으나 두 진영은 기원전 48년 8월 9일 그리스의 평원 파르살루스 전투에서 다시 맞붙었고 결과는 카이사르의 압승이었다. 결국 폼페이우스는 일행 30명을 이끌고 라리사로 도망쳤으나 이 과정에서도 에노발부스가 카이사르 기병의 추격으로 살해당했다.
이 전투를 기점으로 카이사르는 승세를 잡았고 많은 일행들이 동방, 디라키움, 아드리아 해 등으로 도망쳤고 폼페이우스파는 양분되어 그나이우스 폼페이우스, 아프라니우스, 페트로니우스, 라비에누스, 카토 등의 일부는 북아프리카로 가서 다시 재기의 발판을 마련하기로 하였고 키케로, 루푸스 등의 일부는 은퇴했다.
카이사르는 도망친 폼페이우스를 추격했고 폼페이우스의 지지세력인 동방의 여러 지역이 카이사르편으로 돌아섰다. 폼페이우스는 이집트로 향했다.

### 알렉산드리아 전쟁과 동방 원정
폼페이우스는 이집트의 프톨레마이오스 13세에게 의탁하고 아직 지지 세력이 남아있는 북아프리카를 통해 재기를 하려했으나 결국 9월 28일 이집트에 상륙하자마자 살해당했으며 렌툴루스 역시 살해당했다.
며칠후 알렉산드리아까지 폼페이우스를 쫓아갔던 카이사르는 그곳에서 이집트 왕실의 내전에 관여하여 클레오파트라 7세의 편에서 전 시리아 총독이던 아울루스 가비니우스의 휘하 병사 일부와 가정교사 아킬라스, 환관 포티누스 등이 이끄는 프톨레마이오스 13세 휘하의 군사 2만 명의 보병과 2000기의 보병, 군선 72척 등과 전투를 치렀다.
한편 보병 3200명과 기병 800기, 군선 10척의 수적 열세에도 불구하고 전투를 치렀고 이 과정에서 알렉산드리아 도서관이 불탔으며 환관 포티누스가 죽고 아킬라스도 아르시노에 공주에게 살해당하면서 파로스 등대도 탈취하고 기원전 47년 2월 말경에는 도미티우스가 이끄는 2개 군단도 합류했다.
그리고 다시 시가전을 벌여 환관 가니메데스가 전사하고 프톨레마이오스 13세도 이 와중에 익사했으며 3월 27일 알렉산드리아 시내를 개선함에 따라 전쟁은 종결되어 아르시노에 공주를 로마로 압송하고 클레오파트라를 이집트의 왕위에 앉혔다. 이후 카이사르는 알렉산드리아에서 더 머물면서 클레오파트라와 관계를 가졌고 클레오파트라는 카이사르의 아들이라고 여겨지는 카이사리온을 낳았다.
기원전 47년 6월 이집트에서 나와 팔레스타인으로 진출한 카이사르는 젤다 전투에서 폰투스의 파르나케스 2세를 격파했고 유명한 왔노라, 보았노라, 이겼노라(라틴어: veni, vidi, vici)라는 승전보를 원로원에 보냈다. 카이사르는 그리스를 거쳐 로마로 돌아왔다. 로마에서 안토니우스의 실정과 여러 가지 국내문제를 해결한 뒤 카이사르는 북아프리카로 떠났다.

### 제2차 아프리카 원정
이듬해인 기원전 46년 4월 카이사르는 북아프리카의 탑수스(현재의 튀니지)에서 10개 군단에 달하는 군사와 누미디아 연합군까지 모은 폼페이우스의 장인 메텔루스 스키피오, 카토, 페트레이우스, 아프라니우스 등이 이끄는 폼페이우스군을 맞서 싸웠다.
그리고 4월 6일 탑수스 전투에서 카이사르는 누미디아왕 유바와 폼페이우스파 연합군을 격파했고 메텔루스 스키피오와 루키우스 술라의 아들 파우스투스 코르넬리우스 술라는 전사했으며 페트레이우스는 자살하고 누미디아 왕 유바도 자살함에 따라 누미디아 왕국도 멸망했으며 카이사르에게 의탁하려던 아프라니우스는 도적의 습격을 받아 살해당했다. 그리고 오랫동안 카이사르를 공격했던 카토 역시 우티카에서 자살했다.

### 제2차 히스피니아 원정
카이사르는 로마로 돌아와 개선식을 통해 권력을 완전히 장악한 상태에서 국가 개조 작업을 시작해 달력 개정, 통화 개혁 등 여러 가지 개혁에 착수했으나 곧이어 히스파니아에서 일어난 반란으로 직접 히스파니아로 원정을 떠났다.
히스파니아에서는 폼페이우스의 두 아들인 그나이우스 폼페이우스와 섹스투스 폼페이우스, 티투스 라비에누스가 폼페이우스의 잔당을 모으고 히스파니아인들과 규합해 봉기를 일으켰다. 이들은 13개 군단 7만 명에 달하는 군단을 모으고 있었다.
하지만 기원전 45년 3월 17일 문다에서 벌어진 전투에서 카이사르는 내전의 마지막 승리를 거두어 그나이우스는 전사하고 섹스투스는 겨우 도망쳤으며 카이사르의 충실한 부관이었다가 폼페이우스파로 돌아섰던 라비에누스도 전사했다. 이로써 카이사르의 내전은 모두 끝이 났다.

## 내전의 결과
카이사르는 내전을 끝내고 로마의 유일한 권력을 장악했다. 그는 폼페이우스의 편에 가담한 사람들에게 마리우스나 술라처럼 잔인한 보복과 숙청을 하지 않고 관용정책으로 등용하였다. 키케로, 마르쿠스 브루투스등 자신에게 적대했던 사람들을 모두 살려주었고 재산을 빼았지도 않았다.
로마로 돌아온 카이사르는 종신독재관이 되어 각종 국가개조 사업을 벌였고 열정적으로 일했으나 결국 기원전 44년 3월 15일 암살당했다. 남은 폼페이우스의 아들 섹스투스 폼페이우스가 시칠리아와 지중해 지역에 세력을 확보하기도 했으나 기원전 35년 결국 붙잡혀 처형당했다.

## 연표
- 기원전 49년
  - 1월 1일 - 원로원 율리우스 카이사르에게 군대해산을 명함
  - 1월 12일 - 율리우스 카이사르, 루비콘강을 건너다. 내전 발발.
  - 2월, 폼페이우스와 대부분의 원로원파, 서부 그리스로 도망하다
  - 3월 9일 - 카이사르, 히스파니아로 떠나다
  - 4월 19일 - 카이사르, 마실리아 공략
  - 6월 - 카이사르, 히스파니아 도착.
  - 8월 - 히스파니아의 폼페이우스 군단 항복하다
  - 8월 24일 - 카이사르의 부하 쿠리오 북아프리카에서 괴멸하고 자살하다.
  - 9월 - 카이사르의 함대, 아드리아해에서 폼페이우스의 함대에 패하다. / 마실리아 함락 / 카이사르, 로마 귀환
  - 10월, 카이사르 로마에서 독재관에 선출
- 기원전 48년:
  - 1월 4, 카이사르 디라키움 상륙
  - 3월, 마르쿠스 안토니우스, 카이사르와 합류
  - 4월~ 7월 - 디라키움 공방전
  - 7월 10일 - 디라키움에서 카이사르 참패하고 테살리아로 물러나다.
  - 8월 9일 - 카이사르 파르살루스 전투 승리, 폼페이우스 이집트로 도망치다
  - 9월 29일 - 폼페이우스 살해당하다
  - 12월 - 카이사르 이집트 내전에 개입하다.
- 기원전 47년
  - 2월 - 카이사르와 클레오파트라 7세, 프톨레마이오스 13세의 군대를 격파
  - 5월 - 카이사르, 파르나케스 2세를 격파하다 (veni, vidi, vici라고 승전보를 보내다)
  - 10월 - 카이사르, 아프리카 공략,
- 기원전 46년
  - 4월 6일 – 카이사르, 메텔루스 스키피오와 누미디아의 유바왕 연합군을 탑수스 전투에서 격파. 카토 자살하다.
  - 11월 – 카이사르, 잔당 소탕을 위해 히스파니아로 떠나다
- 기원전 45년
  - 1월 1일 - 율리우스력 시작되다
  - 3월 17일 - 마지막 카이사르의 승리, 문다 전투. 그나이우스 폼페이우스와 티투스 라비에누스 죽음, 섹스투스 폼페이우스는 도망침
- 기원전 44년
  - 2월 - 율리우스 카이사르, 종신 독재관이됨
  - 3월 15일 - 카이사르 암살되다